# Botnet
Botnet is jargon voor een collectie van softwarerobots of bots, die automatisch en zelfstandig opereren. De term wordt vaak geassocieerd met ongewenste software of het automatisch versturen van ongewenste e-mail van computers waarop deze software is geïnstalleerd (spam) maar kan ook refereren aan een netwerk van computers die distributed-computing-software gebruiken, zoals BOINC-software voor zwaar rekenwerk.

## Achtergrond
Hoewel de term "botnet" gebruikt kan worden voor elke groep bots, zoals IRC-bots, wordt de term vooral gebruikt voor een collectie van aan elkaar gekoppelde computers die software gebruiken die meestal is geïnstalleerd door een computerworm, Trojaans paard of achterdeurtje. De geïnfecteerde computers heten ook wel zombies, het botnet heet ook wel zombienetwerk.
Een botnet heeft altijd een beheerder genaamd een "bot herder". Deze beheerder kan de groep op afstand besturen, vaak via middelen als IRC, meestal met slechte bedoelingen.
Een bot van een botnet draait op een computer meestal op de achtergrond zodat hij niet opvalt. Vaak heeft de beheerder van een botnet de beschikking over een aantal hulpmiddelen om firewalls en buffers op andere computers te omzeilen. Nieuwere bots kunnen vaak zelf zwakke punten in een computer opzoeken.
Botnets zijn een significant onderdeel geworden van het internet. Veel internetservers blokkeren botnets. Er zijn al verschillende botnets opgespoord en verwijderd. In 2005 bijvoorbeeld vond de Nederlandse politie in Sneek een botnet opgezet door een 19-jarige hacker.

## Organisatie
Botnets maken steeds vaker gebruik van hun eigen servers. Deze servers staan doorgaans in verbinding met andere botnetservers, die samen gemeenschappen vormen op internet. Deze netwerken zijn vaak klein om detectie te voorkomen.

## Gebruik

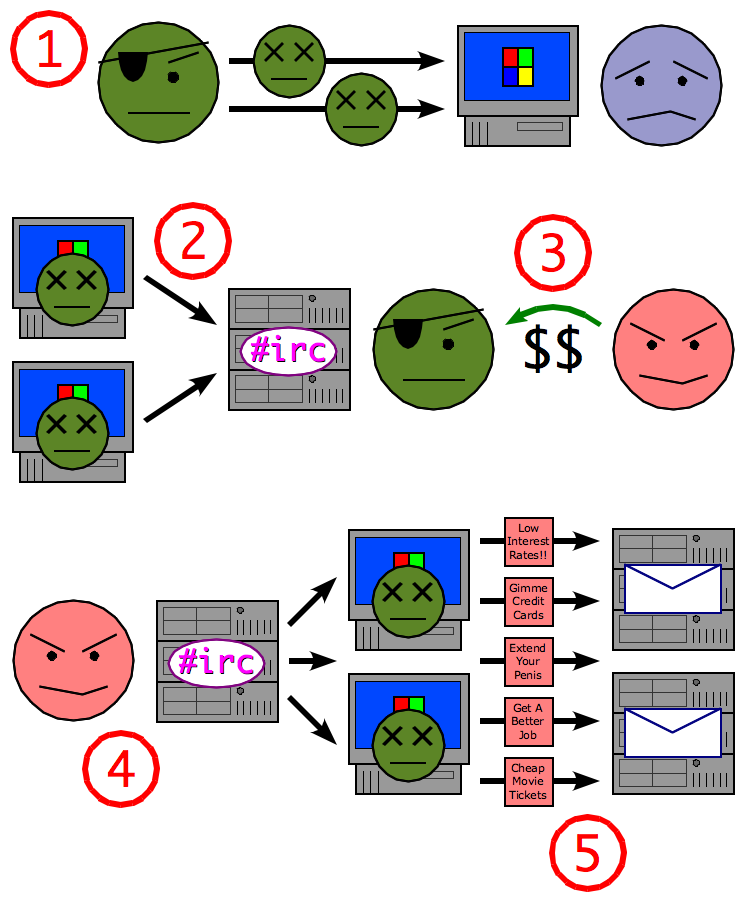
Hoe een botnet spam kan versturen.

Een voorbeeld van hoe een botnet wordt gebruikt voor het maken en sturen van spam:
1. Een botnetbeheerder stuurt een computervirus of computerworm het internet op, die andere computers infecteren met een bot.
2. De bot op de geïnfecteerde computer logt in op een door de beheerder bepaalde server.
3. Een spammer koopt toegang tot het botnet van de beheerder.
4. De spammer stuurt instructies naar alle besmette computers via het netwerk.
5. De besmette computers beginnen uit zichzelf spammail te sturen.

Botnets vormen steeds meer een echte plaag op het internet. Niet alleen zijn botnets vaak verantwoordelijk voor een groot deel van de wereldwijde spam in mailboxen, ze worden ook steeds vaker ingezet om formulieren op internet te misbruiken. Bijvoorbeeld het misbruiken van een gastenboek om reclame te maken voor bepaalde websites, het beïnvloeden van internetstemmingen e.d. De meeste internetformulieren worden bijgevolg beveiligd met een captcha, een automatisch gegenereerde afbeelding met een combinatie van letters en cijfers die de gebruiker moet overtypen. Op die manier wordt er gecontroleerd of er wel degelijk een mens aan het werk is of een botnet, vermits botnets het erg moeilijk hebben met het ontcijferen van die afbeeldingen.

## Types
Botnets kunnen op de volgende manieren een computer aanvallen:
- Via adware en spyware.
- Klikfraude: de computer bezoekt websites zonder dat de eigenaar van die computer dat weet.
- Denial-of-Service: hierbij maken verschillende systemen autonoom contact met een internetsysteem of dienst, waardoor het systeem overbelast raakt.

## Preventieve maatregelen
Als een machine een denial-of-service-aanval ontvangt van een botnet, zijn er een aantal opties. Vanwege het grote aantal machines en bijbehorende IP-adressen heeft een firewall vaak geen zin. Passive OS fingerprinting kan aanvallen die van een botnet komen identificeren, waardoor netwerkbeheerders een nieuwe firewall kunnen maken om een botnet te blokkeren.
Sommige botnets gebruiken gratis DNS-diensten voor het verspreiden van hun bots. Door een dergelijke dienst uit te schakelen kan vaak een heel botnet worden lamgelegd.
Verschillende bedrijven zoals Symantec, Trend Micro, FireEye, Simplicita en Damballa hebben aangekondigd bezig te zijn met het ontwikkelen van software om botnets tegen te gaan. Sommige, zoals Norton Anti-Bot, zijn gericht op klanten, maar de meeste zijn gericht op ondernemingen en/of ISPs.